# Hotepsekhemwy
Hotepsekhemwy (fl. XXX secolo a.C.), noto anche come Hotepsekhemui è stato un faraone appartenente alla II dinastia.
La sua ascesa al trono, stimata in un regno di circa 25–29 anni, avvenne in un periodo di transizione, segnato dalla necessità di ristabilire l’ordine dopo le turbolenze della I dinastia. Le testimonianze archeologiche, fra cui sigilli, iscrizioni su vasi e cilindri, rinvenute a Saqqara, Giza, Badari e Abydos forniscono preziosi indizi sia sulla durata del suo governo sia sul significato simbolico del suo nome.
Il nome Hotepsekhemwy, traducibile con «i Due Potenti sono in pace», sottolinea un intento di riconciliazione tra le forze rappresentate da Horo e Seth, simboli rispettivamente di Alto e Basso Egitto. Tale scelta terminologica ha ovviamente una valenza politica, suggerendo anche uno spostamento del potere verso Menfi, in un contesto in cui le pratiche funerarie si concentravano progressivamente a Saqqara.
Le informazioni riguardanti la famiglia sono scarse: la moglie non risulta attestata nei documenti noti e solo il nome di un "figlio del re" e "sacerdote di Sopdu", Perneb, compare in alcuni reperti. Poiché i sigilli con il nome di Hotepsekhemwy sono stati rinvenuti in una tomba attribuita sia a lui sia al successore Raneb, l’identificazione esatta della sua discendenza rimane incerta.

## Regno

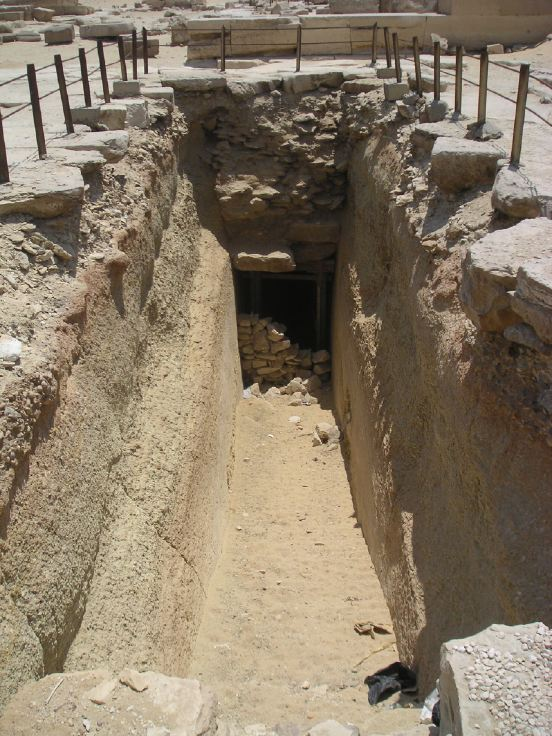
Ingresso della tomba di Hotepsekhemwy

Le fonti antiche offrono versioni diverse sulla durata del regno di Hotepsekhemwy: mentre il Canone di Torino suggerisce una durata eccessivamente lunga, storici come Manetone riportano una durata di 38 anni. Tuttavia, la maggior parte degli studiosi converge su una stima compresa tra 25 e 29 anni.  Durante il suo regno, in un contesto segnato da crisi politiche, furono restaurate strutture importanti come la tomba di Qa'a e fu edificata una nuova residenza reale, nota come "Horus la stella splendente". Inoltre, la costruzione di templi, fra cui quello dedicato a Netjer-Achty e la "Cappella della Corona Bianca", simbolo della continuità dell’autorità dell’Alto Egitto, testimonia l'intento di consolidare il potere centrale.

## La tomba
L’identificazione della sepoltura di Hotepsekhemwy resta oggetto di dibattito. La tesi più accreditata sostiene che il faraone abbia condiviso la "Tomba-galleria A" di Saqqara con il successore Raneb, come evidenziato dal rinvenimento di numerosi sigilli attestanti entrambi i sovrani. Alcune ipotesi alternative suggeriscono, tuttavia, che la tomba possa appartenere esclusivamente a Raneb, in ragione di reperti in cui il nome del successore appare più prominente.

## Liste Reali
| D58 | U28 | w | M44 |

| D58 | U28 | w | M44 |

| D58 | U28 | w | M44 |

| D58 | U28 | w | M44 |

| D58 | U28 | w | M44 |

| D58 | U28 | w | M44 |

| D58 | U28 | w | M44 |

| D58 | U28 | w | M44 |

| R8 | G30 |

| R8 | G30 |

| R8 | G30 |

| R8 | G30 |

| R8 | G30 |

| R8 | G30 |

| R8 | G30 |

| R8 | G30 |

| HASH | G30 | Z1 | Y1 · Z2 |

| HASH | G30 | Z1 | Y1 · Z2 |

| HASH | G30 | Z1 | Y1 · Z2 |

| HASH | G30 | Z1 | Y1 · Z2 |

| HASH | G30 | Z1 | Y1 · Z2 |

| HASH | G30 | Z1 | Y1 · Z2 |

| HASH | G30 | Z1 | Y1 · Z2 |

| HASH | G30 | Z1 | Y1 · Z2 |

## Titolatura
| G5 |

| G5 |

| Htp | sxm | sxm |

| Htp | sxm | sxm |

| Htp | sxm | sxm |

| Htp | sxm | sxm |

| Htp | sxm | sxm |

| Htp | sxm | sxm |

| Htp | sxm | sxm |

| Htp | sxm | sxm |

| G16 |

| G16 |

| Htp |

| Htp |

| G8 |

| G8 |

|  |

| M23 · X1 | L2 · X1 |

| M23 · X1 | L2 · X1 |

| b | U28 | U30 | w |

| b | U28 | U30 | w |

| b | U28 | U30 | w |

| b | U28 | U30 | w |

| b | U28 | U30 | w |

| b | U28 | U30 | w |

| b | U28 | U30 | w |

| b | U28 | U30 | w |

| G39 | N5 |

| G39 | N5 |

|                   | \| \| \| Non ancora in uso \| \| \| |
|                   |                                     |
| Non ancora in uso |                                     |
|                   |                                     |

|                   |
| Non ancora in uso |
|                   |

## Altre datazioni
| Autore           | datazione             |
| ---------------- | --------------------- |
| Redford          | 2850 a.C. - 2820 a.C. |
| Krauss/Schneider | 2850 a.C. - ?         |
| von Beckerath    | 2828 a.C.-2800 a.C.   |
| Malek            | 2793 a.C. - 2765 a.C. |